# Peltosaari (ö i Kajanaland, Kehys-Kainuu, lat 64,61, long 28,77)
Peltosaari är en ö i Finland. Den ligger i sjön Niemelänjärvi och i kommunen Hyrynsalmi i den ekonomiska regionen  Kehys-Kainuu  och landskapet Kajanaland, i den centrala delen av landet, 500 km norr om huvudstaden Helsingfors. Öns area är 3,5 hektar och dess största längd är 480 meter i öst-västlig riktning.